# 니콜라이 아키모프
니콜라이 아키모프(Nikolay Pavlovich Akimov, 러시아어: Никола́й Па́влович Аки́мов, 1901년 ~ 1968년)은 러시아의 연출가다.
1920년대부터 예리한 무대미술가로서 알려져 있으나 1935년부터 레닌그라드 코미디 극장의 지도자가 되어 연출과 무대미술의 양면에서 활약하고 있다. 그는 등장인물의 우둔, 위선, 시정인의 근성, 그릇된 정열, 돈키호테성을 통렬하게 조소하고, 익살스런 의상이나 분장으로 배우를 가면의 세계로 몰아넣는다. 그래서 가끔 이러한 가면이 배우를 속박하고, 배우는 가면적 형상 속에서 스스로의 개성을 몰각해야만 할 경우가 생긴다. 무대미술가가 연출가의 영역으로 들어가, 배우의 창조적 의욕을 제약하고 감쇄(減殺)해 버리는 예이다. 그러나 기지에 뛰어난 그의 예리한 연출은 남의 추종을 불허하는 풍자적인 무대를 만들어 내고 있다.